# 방진 (1514년)
방진(方震, 1514년 ~ 몰년 미상)은 보성군수를 역임한 조선의 무신이다. 본관은 온양이며, 구 관향은 상주(尙州)이다. 사위는 이순신 장군이며, 영의정이었던 이준경과 친분이 있었다.

## 생애
방진(方震)은 1514년 충청도 온양(현, 충청남도 아산시 염치읍)의 온양 방씨 양반 집안에서 태어났다. 방진은 온양 방씨 판서공파로 온양 방씨 중시조 온수군(溫水君) 방운(方雲)의 22세손이다. 방진(方震)의 할아버지는 평창군수를 지낸 방흘(方屹: 초명 方弘, 一云 方進, 字는 而寬)이고, 아버지는 영동현감을 지낸 방국형(方國亨 : 字는 仲規, 中規, 一云 泰彦, 亨之)이다.
배우자는 남양홍씨 토착성인 토홍파로 부친은 12世 참의공 홍윤필(洪胤弼), 조부는 11世 내자시(內資寺) 부정(副正) 홍호(洪浩 1444년생), 증조부는 10世 좌익원종공신 수군절도사(水軍節度使) 홍귀해(洪貴海)이다.
조선조 명궁으로 중종조에 무과에 등과 하였다.
22세인 1535년 관직에 임명되어 제주현감에 부임하였다가 1537년까지 근무했다. 이후 보성군수를 역임하였다.
방진은 광주인(廣州人) 이준경과 동문수학을 했으며, 이준경이 병조판서로 재직할 때 그의 휘하에서 근무했다. 이준경(李浚慶, 1499년~1572년)은 이순신이 10대 중·후반 때 서울 친구들에게 한문공부를 시키는 것을 우연히 발견하고 그에게 관심을 가졌다. 이순신은 21세가 되던 해인 1565년에 방진의 딸 상주 방씨와 결혼했다. 당시 병조판서였던 동고(東皐) 이준경이 적극적으로 중매를 섰다. 이준경은 성종이 폐비 윤씨에게 사약을 내렸을 때, 그 사약을 들고 갔던 승지 이세좌의 손자였다. 이준경은 조선의 제13대 임금이었던 명종이 후사(後嗣) 없이 죽어 왕실의 적통이 끊기자 왕비인 인순왕후 심씨와 논의해서 중종의 후궁이었던 창빈 안씨의 손자 하성군 이균을 새로운 임금으로 추대했던 인물이었다. 이준경은 기묘사화에 걸린 사림들을 두호하던 인물로 이순신의 조부 이백록과 친교가 있었던 것으로 보인다.
이순신은 병조판서 이준경의 적극적인 추천에 힘입어 방진의 딸과 결혼할 수 있었다. 당시 방진은 충청도 온양 지역에 경제적 기반을 갖고 있던 큰 부자였다. 방진의 데릴사위가 된 이순신은 그의 정신적 격려와 경제적 후원 속에 1566년부터 무과시험을 본격적으로 준비했다. 이순신은 방진의 격려와 경제적 후원으로 10년 만인 1576년 2월에 치러진 무과 시험에서 급제했다.
예로부터 활 잘 쏜 장군을 선사(善射)라 하였는데, 조선 선조 대의 명 궁사로 방진(方震)의 이름이 있다. 《이충무공전서》의 〈방부인전〉에 방진의 활솜씨에 대한 내용이 있다.
어느 날 방진의 집에 화적(火賊)들이 안마당까지 들어왔다. 방진이 화살로 도둑을 쏘다가 화살이 다 떨어지자 딸에게 방 안에 있는 화살을 가져오라고 했다. 그러나 도둑들이 이미 계집종과 내통해 화살을 몰래 훔쳐 나갔으므로 남은 것이 하나도 없었다. 이때 영특한 딸이 베 짜는데 쓰는 대나무 다발을 화살인 양 다락에서 힘껏 내던지며 큰 소리로 “아버님, 화살 여기 있습니다.”하고 소리쳤다. 방진의 활솜씨를 두려워했던 도둑들은 화살이 아직 많이 남은 것으로 알고 곧 놀라서 도망갔다.

방진의 딸은 슬기롭고 영특했던 것으로 전해진다. 이순신 장군도 슬기로운 방씨 부인의 인품에 감화되어 부인의 덕을 칭송하였다. 임진왜란 중에 이순신은 아들들을 통해 충청도 온양 본가에 있던 방씨 소식을 듣기는 했지만 직접 다녀오지는 못했다. 그러나 방씨가 병에 걸려 위독하다는 소식을 듣고는 잠을 설치며 걱정했을 뿐더러 점까지 칠 정도였다.
1598년(선조 24) 노량해전에서 전사한 이순신에게 우의정이 증직된 후 조선 선조 24년 이순신 장군의 처인 방씨를 정경부인(경국대전의 규정에 따라 정·종 1품 문무관의 처에게 내리는 명호로 부인으로서는 최상급의 품계)으로 봉하였다. 이순신처 방씨 고신교지는 대한민국 보물 제1564-8호이다. 선조 22년(1589년)에 상주 방씨가 4형제에게 준 분재기 기록이 남아있다.
방진의 경제적 기반은 데릴사위였던 이순신에게 상속되었고, 마침내 이순신은 큰 부자가 될 수 있었다. 그 근거로 1594년 1월 14일자 ‘난중일기’에 “아침에 조카 뇌의 편지를 받아보니 “아산의 산소에서 설날 제사를 지낼 때에 패를 지어 모여든 무리들이 무려 200여 명이나 산을 둘러싸고 음식을 구걸하러 올라왔다가 물러갔습니다”하였다. 놀라운 일이다.”라는 기록이 있다. 이는 방진의 아산 집이 매우 큰 부자였음을 단적으로 입증해주는 사료다. 200여 명의 사람들이 떼를 지어 남의 제사음식을 얻어먹기 위해 그 먼 산속까지 몰려왔다는 것은 곧 방진의 집안이 온양 일대에서 유명한 재력가였음을 입증한다. 난중일기에 “갑오년(1594) 9월6일 신사(辛巳), 맑고 바람이 잔잔하다. 아침에 충청수사 및 우후, 마량첨사와 같이 아침밥을 먹었다. 늦게 활터 정자로 옮겨 앉아 활을 쏘았다. 이날 저녁 종(從) 효대(孝代)와 개남(介南)이 어머니께서 평안하시다는 편지를 가지고 왔다. 기쁜 마음 그지없다. 방필순(方必淳)이 세상을 떠나고 방익순(方益淳)이 그 가족을 데리고 우리 집으로 들어왔다는 소식을 들었다.”라는 기록으로 보아 이순신이 온양 방씨 문중들과 한 집에서 생활한 것을 알 수 있다.
방진은 통훈대부(通訓大夫 정3품)로 부인 남양 홍씨는 숙인(淑人)으로 증직되었다. 방진의 묘는 충청남도 아산시 염치읍 백암리 현충사 인근의 방화산(方華山)에 부인인 남양 홍씨와 함께 있다. 방진의 묘비는 방진의 외후손(外後孫)인 덕수 이씨(德水李氏) 전교(典敎) 이종국이 지었다.

## 가족 관계
- 할아버지 : 방흘(方屹) - 초명 방홍(方弘) 一云 방실(方實) - 字 而寬 - 평창군수
  - 아버지 : 방국형(方國亨) - 字 중규(中規,仲規) 一云 태언(泰彦) - 영동현감
    - 형 : 방인(方寅) - 진사(進士)
      - 조카사위 : 성주인(星州人) 황세득(黃世得, 1547 ~ 1598) - 충장공(忠壯公), 字 사구(士求)

    - 동생 : 방웅(方雄) - 호군(護軍), 가선대부(嘉善大夫)
      - 조카 : 방희민(方希閔) - 임유진첨절제사, 청난원종공신, 방희민의 부인 전주 이씨(덕림군 후손)는 임진왜란 때 왜적에게 항거하여 절개를 지킨 인물로 동국신속삼강행실도에 기록되어 있다.[11]

    - 부인 : 숙인(淑人) 남양 홍씨 - 참의공 홍윤필의 딸
      - 딸 : 정경부인 방씨
      - 사위 : 이순신(李舜臣, 1545 ~ 1598)
        - 외손자 : 이회(李薈) - 첨정
        - 외손자 : 이예(李䓲) - 정랑
        - 외손자 : 이면(李葂)
        - 외손녀 : 덕수 이씨

## 관련 작품

### 드라마
- 《불멸의 이순신》, KBS, 2004년 9월 4일 ~ 2005년 8월 28일, 방진 역 배우 : 김동현[12]
  - 방진의 딸은 방연화라는 이름으로 《불멸의 이순신》에 등장하였다.

## 같이 보기
- 이순신
- 이순신처 방씨 고신교지